# الكفاح (قرية)
قرية الكفاح هي إحدى القرى التابعة لمركز بدر في محافظة البحيرة في جمهورية مصر العربية. حسب إحصاءات سنة 2006، بلغ إجمالي السكان في الكفاح 4728 نسمة، منهم 2494 رجل و2234 امرأة.